# Aglaia hoaensis
Aglaia hoaensis är en tvåhjärtbladig växtart som beskrevs av Jean Baptiste Louis Pierre. Aglaia hoaensis ingår i släktet Aglaia och familjen Meliaceae. Inga underarter finns listade i Catalogue of Life.